# Snowboard nos Jogos Olímpicos de Inverno de 2018 - Big air masculino
O big air masculino do snowboard nos Jogos Olímpicos de Inverno de 2018 ocorreu nos dias 21 e 24 de fevereiro no Centro de Salto de Esqui Alpensia, em Pyeongchang.

## Medalhistas
| Ouro   | CAN Sebastien Toutant |
| Prata  | USA Kyle Mack         |
| Bronze | GBR Billy Morgan      |

## Resultados
Os seis primeiros colocados de cada bateria classificam-se à final. O resultado é calculado pela melhor pontuação após duas descidas.

### Qualificação

#### Bateria 1
| Pos. | Ordem | Atleta               | Descida 1 | Descida 2 | Melhor | Notas |
| ---- | ----- | -------------------- | --------- | --------- | ------ | ----- |
| 1    | 4     | CAN Maxence Parrot   | 89.25     | 92.50     | 92.50  | Q     |
| 2    | 15    | SWE Niklas Mattsson  | 53.75     | 90.00     | 90.00  | Q     |
| 3    | 6     | USA Kyle Mack        | 87.25     | 88.75     | 88.75  | Q     |
| 4    | 5     | USA Chris Corning    | 85.00     | 88.00     | 88.00  | Q     |
| 5    | 11    | SUI Michael Schärer  | 87.00     | 44.00     | 87.00  | Q     |
| 6    | 7     | USA Redmond Gerard   | 82.00     | 85.00     | 85.00  | Q     |
| 7    | 3     | NOR Ståle Sandbech   | 84.75     | 41.25     | 84.75  |       |
| 8    | 17    | GBR Rowan Coultas    | 81.00     | 84.50     | 84.50  |       |
| 9    | 8     | JPN Yuri Okubo       | 84.25     | 44.25     | 84.25  |       |
| 10   | 13    | FIN Rene Rinnekangas | 43.75     | 83.00     | 83.00  |       |
| 11   | 1     | GBR Jamie Nicholls   | 30.00     | 81.25     | 81.25  |       |
| 12   | 9     | ITA Alberto Maffei   | 77.50     | 36.25     | 77.50  |       |
| 13   | 16    | SUI Nicolas Huber    | 76.75     | 44.50     | 76.75  |       |
| 14   | 14    | KOR Lee Min-sik      | 68.75     | 72.25     | 72.25  |       |
| 15   | 2     | BEL Seppe Smits      | 50.00     | 59.25     | 59.25  |       |
| 16   | 18    | AUT Clemens Millauer | 39.25     | 47.00     | 47.00  |       |
| —    | 10    | SUI Moritz Thönen    | DNS       | DNS       | DNS    | DNS   |
| —    | 12    | CZE Petr Horák       | DNS       | DNS       | DNS    | DNS   |

#### Bateria 2
| Pos. | Ordem | Atleta                   | Descida 1 | Descida 2 | Melhor | Notas |
| ---- | ----- | ------------------------ | --------- | --------- | ------ | ----- |
| 1    | 2     | NZL Carlos Garcia Knight | 88.75     | 97.50     | 97.50  | Q     |
| 2    | 8     | SUI Jonas Bösiger        | 96.00     | 35.25     | 96.00  | Q     |
| 3    | 6     | CAN Mark McMorris        | 89.00     | 95.75     | 95.75  | Q     |
| 4    | 4     | NOR Torgeir Bergrem      | 94.25     | 59.50     | 94.25  | Q     |
| 5    | 7     | CAN Sebastien Toutant    | 91.00     | 45.00     | 91.00  | Q     |
| 6    | 12    | GBR Billy Morgan         | 87.50     | 90.50     | 90.50  | Q     |
| 7    | 16    | CAN Tyler Nicholson      | 87.25     | 89.25     | 89.25  |       |
| 8    | 18    | FIN Peetu Piiroinen      | 43.50     | 87.25     | 87.25  |       |
| 9    | 1     | FIN Roope Tonteri        | 86.50     | 47.50     | 86.50  |       |
| 10   | 3     | NOR Marcus Kleveland     | 84.25     | 46.00     | 84.25  |       |
| 11   | 17    | OAR Vlad Khadarin        | 83.75     | 79.25     | 83.75  |       |
| 12   | 5     | FIN Kalle Järvilehto     | 83.25     | 44.75     | 83.25  |       |
| 13   | 13    | USA Ryan Stassel         | 39.50     | 76.25     | 76.25  |       |
| 14   | 10    | BEL Stef Vandeweyer      | 61.00     | 29.50     | 61.00  |       |
| 15   | 14    | ARG Matías Schmitt       | 51.75     | 23.00     | 51.75  |       |
| 16   | 15    | OAR Anton Mamaev         | 29.00     | 42.75     | 42.75  |       |
| 17   | 11    | JPN Hiroaki Kunitake     | 37.25     | 36.75     | 37.25  |       |
| 18   | 9     | BEL Sebbe De Buck        | 33.50     | 30.25     | 33.50  |       |

### Final
A final foi disputada em 24 de fevereiro às 10:00.
| Pos. | Ordem | Atleta                   | Descida 1 | Descida 2 | Descida 3 | Melhor | Notas |
| ---- | ----- | ------------------------ | --------- | --------- | --------- | ------ | ----- |
| 01 ! | 4     | CAN Sebastien Toutant    | 84.75     | 89.50     | JNS       | 174.25 |       |
| 02 ! | 7     | USA Kyle Mack            | 82.00     | 86.75     | JNS       | 168.75 |       |
| 03 ! | 2     | GBR Billy Morgan         | JNS       | 82.50     | 85.50     | 168.00 |       |
| 4    | 5     | USA Chris Corning        | 74.25     | 78.75     | JNS       | 153.00 |       |
| 5    | 1     | USA Redmond Gerard       | 74.75     | JNS       | 68.25     | 143.00 |       |
| 6    | 3     | SUI Michael Schärer      | JNS       | 62.25     | 78.50     | 140.75 |       |
| 7    | 6     | NOR Torgeir Bergrem      | 88.50     | 42.50     | JNS       | 131.00 |       |
| 8    | 10    | SUI Jonas Bösiger        | 77.50     | JNS       | 40.75     | 118.25 |       |
| 9    | 11    | CAN Maxence Parrot       | 85.00     | JNS       | 32.75     | 117.75 |       |
| 10   | 8     | CAN Mark McMorris        | 40.50     | JNS       | 32.00     | 72.50  |       |
| 11   | 12    | NZL Carlos Garcia Knight | JNS       | JNS       | 54.25     | 54.25  |       |
| 12   | 9     | SWE Niklas Mattsson      | 36.00     | DNS       | DNS       | 36.00  |       |

Legenda
| Recorde mundial      | Recorde mundial (World record)               |                       | Recorde africano                      | Recorde africano (African) |                                           | Q | Classificado por posição (Qualified) |
| Recorde olímpico     | Recorde olímpico (Olympic record)            | Recorde da América    | Recorde da América (Americas)         | q                          | Classificado por melhor tempo (Qualified) |   |                                      |
| Melhor marca do ano  | Melhor marca do ano (World leading)          | Recorde asiático      | Recorde asiático (Asian)              | DNS                        | Não largou (Did not start)                |   |                                      |
| Recorde nacional     | Recorde nacional (National record)           | Recorde europeu       | Recorde europeu (European)            | DNF                        | Não terminou (Did not finish)             |   |                                      |
| Recorde pessoal      | Recorde pessoal do atleta (Personal best)    | Recorde da Oceania    | Recorde da Oceania (Oceania)          | DSQ / DQ                   | Desclassificado (Disqualified)            |   |                                      |
| Recorde da temporada | Recorde da temporada do atleta (Season best) | Recorde sul-americano | Recorde sul-americano (South America) | NM                         | Sem marca (No mark)                       |   |                                      |